# 937년

## 연호
- 후진(後晉) 천복(天福) 2년
- 요(遼) 천현(天顯) 12년
- 일본(日本) 조헤이(承平) 7년
- 남한(南漢) 대유(大有) 10년
- 양오(楊吳) 천조(天祚) 3년
- 민(閩) 통문(通文) 2년
- 후촉(後蜀) 명덕(明德) 4년
- 남당(南唐) 승원(昇元) 원년

## 기년
- 후진(後晉) 고조(高祖) 2년
- 요(遼) 태종(太宗) 11년
- 고려(高麗) 태조(太祖) 20년